# 托马斯·霍普
托马斯·霍普（Thomas Hope，1769年8月30日—1831年2月3日），一名德、英籍商业银行家、作家、哲学家和艺术收藏家，以其所著的小说《阿纳斯塔修斯》而著名，一本许多专家看作能和拜伦男爵作品相匹者。亨利·托马斯·霍普和亚历山大·贝里斯福·霍普是他的儿子。

## 早年生涯
作为简·霍普的长子，托马斯继承了古老苏格兰家族的一支，这个家族中几代人都是商业银行家，如阿姆斯特丹的霍普家族，或者霍普公司。他从其母身上继承了一股对艺术的热爱，并凭借父亲和祖父所积累的巨大财富使他的追求成为可能。他的祖父在晚年把他在海姆斯泰德的避暑别墅赫魯嫩達爾公園改建成了一个大型的公众雕塑公园。在1795到1810年，托马斯·霍普为了躲避法国对荷兰的占领，与其兄弟一同逃亡到伦敦，并不再回去过。

## 游历
1784年，当年轻的托马斯还是15岁时，他的父亲刚刚在海牙买下了赫魯嫩達爾公園中的Bosbeek房子後便过世了，这所房子是为了贮藏他大量的艺术藏品。他与堂兄亨利·霍普分享了他的艺术藏品，并作为霍普合作公司一部分。这位堂兄正要完成他远离大道的Welgelegen别墅。出于怀念他的父亲和祖父，以及选择母亲和弟弟的公司而非阿姆斯特丹的叔叔，托马斯没有染指家族的业务。相反，在18岁那年，在几次外国旅行期间开始投入越来越多的时间到艺术的研究中，特别是古典文明的建筑。在他欧、亚、非游历期间，霍普对建筑和雕塑发生兴趣，并且对吸引他的工艺品进行了大量的收集。

## 迁居到伦敦
托马斯·霍普在其母1794年过世後回到海牙。那年夏天，另外三个霍普的弟弟，和他们的堂兄——母亲遗嘱的指定执行人亨利·霍普，在法国革命军开进阿姆斯特丹前逃亡到了伦敦。在他们把艺术收藏搬离到伦敦的安全区的仓促過程中，霍普家人放弃了他们的房子，避暑用以及充满墙面装饰、家具与大型雕塑的林园。堂兄亨利总是希望返回他的家，Welgelegen别墅，但是在威廉国王1814年取回荷兰主权之前，亨利便在1811年过世了。

## 室内装饰家生涯
霍普兄弟在伦敦女爵大街卡文迪许广场建立了居住地。在旅途阅历之后，托马斯·霍普如鱼得水一般开始喜欢上伦敦，而他的弟弟们却思念着荷兰的家乡。霍普用精致的手法装修了自己的房子，每个房间的不同的风格都从其受乡郊景色影响的自制图画中提取呈现。本质上，托马斯公司的联合艺术收藏品、他的父母和亨利·霍普为托马斯霍普提供了更深入研究各种艺术的机会，这些都是他旅途中研究过的，并且他开始了写作关于家具装饰的书，是他艺术门类的首位。以相同于托马斯·霍普在Welgelegen别墅做法，亨利·霍普把房子开放为半公众的展览馆。展览馆主要是三个摆满南意大利花瓶的瓶廊，它们是霍普兄弟从William Hamilton的第二花瓶收藏中购得的。
在这座折衷主义的学士之家中，弟弟菲利普·亨利负责监督珍宝收藏，而堂兄亨利则和巴宁忙于自己的银行业务和路易斯安那购地。托马斯·霍普其实并没有在伦敦定居。他重新开始了自己中断的大旅行，并且在1795年他开始了他在奥斯曼帝国的广泛旅程，包括对土耳其、罗兹、埃及、叙利亚和阿拉伯地区的参观。他在伊斯坦布尔（君士坦丁堡）逗留了大概一年，在此过程中他出版了350幅描绘其所见的奥斯曼风土人情的图画，现在收藏於雅典Benaki博物馆。在旅途上，霍普公司放任他收藏了许多绘画、雕塑、古玩和书籍，其中一些陈列在阿姆斯特丹的公司分部，一些放在伦敦女爵大街的住所。

## 婚姻和迁至Deepdene
1806年他迎娶了Louisa de la Poer Beresford後，霍普在Deepdene获得了一个乡村席位，靠近薩里郡的多爾金。这里，环绕了绘画、雕塑和古玩的大量收藏的Deepdene成了著名的学者和时尚家的云集圣地。那些他的好品味所倡導的并且提供给他的客户的奢饰品，在每个卧室都是一个多语言的微型图书馆。他同时间聘请艺术家、雕塑家、手工艺人工作。丹麦雕塑家贝特尔·托瓦尔森便受惠于霍普每一次对其天才的赏识，并且他也是Francis Legatt Chantrey和John Flaxman的赞助人。後者按他的吩咐负责解读但丁的作品。

## 写作
霍普当时渴望提高大众对历史题材绘画和设计的意识，以及去影响攝政時代的大型住宅设计。为了完成学术课题，他开始拟画家具、房间室内和服装，并出版载有其本人学术文章的书籍。
在1907年托马斯·霍普以一开纸版面出版了他的家具草图，提名为《家用家具和室内装饰》，此书产生了可观的影响并且为室内装潢和装饰业提供了一个机遇。霍普的家居设计是运用“英式帝国风格”的伪古典主义手法。这种手法有时铺张浪费，而且通常是笨重的，但是比豪放派的做法和后来Thomas Sheraton的过度飞跃相对的节制。最准确地说，此风格是不太鼓动人心的埃及罗马题材杂交。
在1809年他出版了《古代服装》，在1812年出版了《现代服装设计》，后者书中罗列了大量的古代研究。霍普的家人在1835年出版了霍普以早期画作为基础来论述的《建筑历史随笔》。这样霍普在伦敦贵族圈中成为了著名的“服装和家具之男”。这个绰号被霍普的狂热拥趸看作是一个赞许，但对于批评家来说，包括Byron爵士在内，是一个嘲讽罢了。

### 《阿纳斯塔休斯》
临近50岁那年，出于渴望一类不同的文学赏析，霍普在一些挚友的热情鼓励下开始投入了一本小说的写作工作。《阿纳斯塔休斯》，最终在1819年完成，是一部学术关注、真实热情、文字功力可见一斑的作品，其第一版为传奇的出版商John Murra所发行并引起了彻夜的轩然大波。第二版在24小时内也一举售罄。在法国、德国和福兰德的外国翻译者也纷纷关注。
小说隻字未提霍普自己的旅行亲历却揭开了为人忽略的东方面纱。讲述者兼主角阿纳斯塔休斯（以地方命名）是一个无畏的、好奇的、精明的、无情地、勇敢地尤其是性感的人。作为新皈依的穆斯林佣兵塞利姆，他的旅途抛开了他的友人、爱人和敌人。霍普的叙述揭开了奥斯曼帝国人们生活的面目，并且进行了让人惊叹的关于土耳其、俄罗斯和瓦哈比教派之间斗争的描述。小说中同时描述了许多以前不为人知的伊斯兰文化详情，如音乐、语言、烹饪、宗教、法律和文学。
由于谦逊，霍普一开始并没有选择声明《阿纳斯塔休斯》的作者身份。讽刺地是，相较于霍普平淡的名誉，阿纳斯塔休斯的作者身份意外的落到了拜伦爵士的身上；根据传言，拜伦曾向人（Marguerite, Countess of Blessington）透露，他在读此书时曾因伤落泪。“作为《阿纳斯塔休斯》的作者，我想给出两首让我最感荣耀的诗。”这些事件激起了霍普在后续出版中公开自己的作者身份，他附上了阿纳斯塔休斯旅行的地图并五度调整了文本，尽管一些杂志一开始并不认同他的作者身份。
在霍普1831年过世不久后，他的遗孀路易莎再嫁她的表兄William Carr Beresford第一子爵。后来霍普的家人转向保守的观念，导致他们同意拆除著名的霍普伦敦之家，散弃他艺术收藏，并且远离他的东方式杰作。没有实质上的霍普个人手稿在他家人的漠视中得以保存，而《阿纳斯塔休斯》，他的重量级之作，也成为了维多利亚时代伪道德主义的牺牲品。
虽然如此，这部作品影响了后来威廉·萨克雷、马克·吐温和赫尔曼·梅尔威尔的创作。更近期的，著名的东方学家罗伯特·艾尔文写道：“这本书，是19世纪中最重要书籍的其中之一，它应该为更多的人所阅读。”
对于霍普的其他成就，他死后发表了一本重要的哲学著作《The Origin and Prospect of Man》（1831年），这本书他广泛对维罗利亚时代的社会宗教观点提出质疑。这册书中，曾为哲学专家罗杰·斯克鲁顿所援引；它是一部高度中立的作品并且以全球视角审视当时人类所面临的挑战。
在1831年发表于《明镜》、《娱乐杂志》、《指示》第十七卷的霍普的讣文中写道：“我们记得一个作者在《爱丁堡评论》中的观点，很快《阿纳斯塔休斯》出版後，伴随着一定程度的愉快和北方人批评的睿智……，阿纳斯塔休斯之梦仍旧知晓於文学圈中”，托马斯·霍普的艺术传说仍然受到普遍关注和具有重要性。